# Himedži (hrad)
Himedži (japonsky 姫路城, Himedži-džó) je japonský hrad ve městě Himedži (姫路) v prefektuře Hjógo na ostrově Honšú. Hrad je jedna z nejstarších zachovalých staveb z japonského středověku. V roce 1993 byl hrad Himedži zapsán na Seznam světového dědictví UNESCO. Hrad je zároveň japonským Národním kulturním pokladem. Společně s hradem Macumoto a s hradem Kumamoto tvoří tzv. „Tři slavné hrady“. Je také nejvíce navštěvovaným hradem v Japonsku. Někdy je také nazýván Hakuro-džó nebo Širasagi-džó (白鷺城, „Hrad bílé volavky“), díky svému zářivě bílému exteriéru.
Hrad Himedži se často objevuje v japonské televizi. Hrad Edo (dnes Kókjo) totiž nemá hradní věž, a tak pokud je třeba v historických filmech a seriálech dostatečně reprezentativní náhrada, producenti se automaticky obracejí k Himedži.

## Architektura a obranné plány

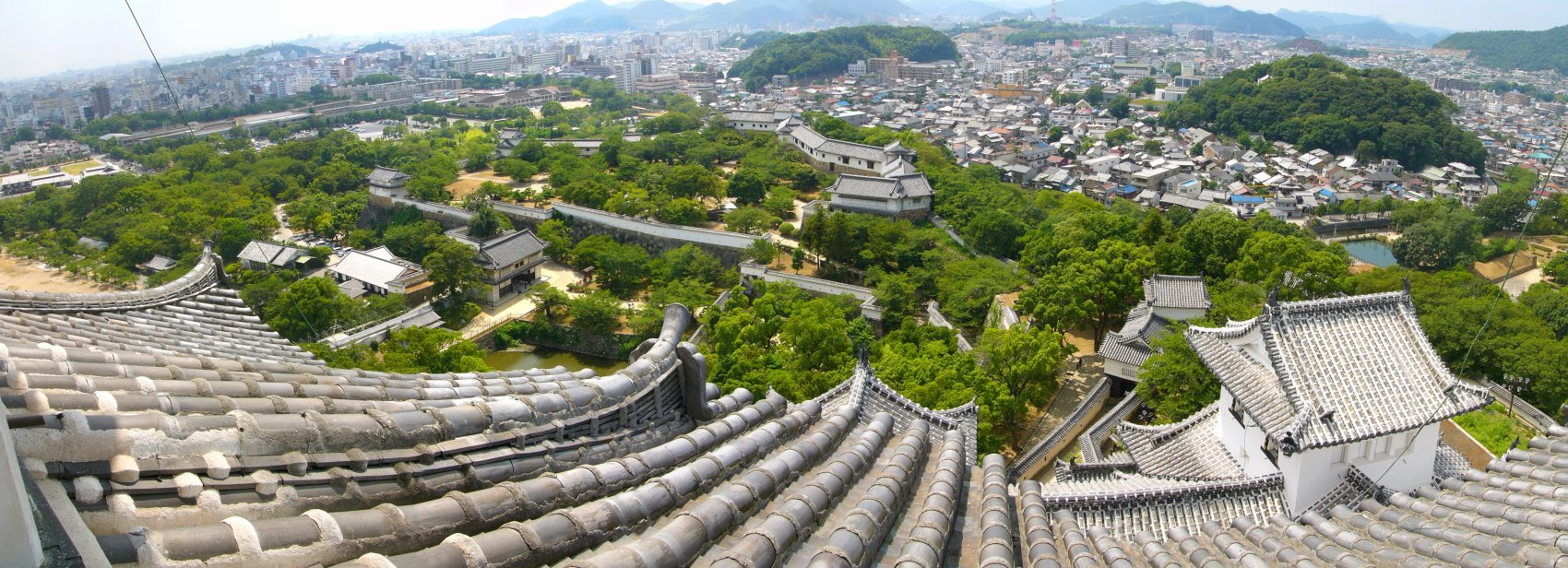
Panoramatický pohled do podhradí, v pozadí je město Himedži

Himedži představuje skvělý příklad japonského hradu – má mnoho z obranných a architektonických prvků spojovaných s představou japonského hradu. Vysoké kamenné základy, nabílené zdi a rozmístění budov uvnitř komplexu bylo charakteristické pro všechny japonské hrady. Rovněž rozmístění palebných postavení, otvorů pro vrhání kamenů ap. je ukázkou typického hradního designu. Dnešní hradní věž je z roku 1601.
Jedním z nejdůležitějších obranných prvků hradu Himedži, a asi i nejznámějším, je matoucí labyrint cest vedoucích k hlavní věži. Brány, nádvoří a vnější hradby jsou uspořádány tak, aby nutily útočníky postupovat k hradní věži po spirále kolem hradu. To je vystavovalo neustálé palbě obránců po celou dobu jejich cesty k hlavní věži. Navíc měla tato přístupová cesta mnoho slepých konců. Ovšem Himedži nikdy nebyl napaden takovýmto způsobem, a tak obranný systém zůstal nevyzkoušený.

## Historie

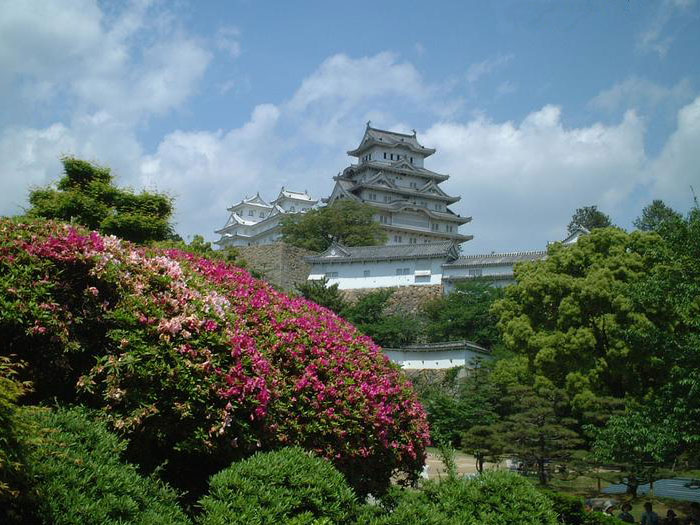
Hrad Himedži na konci jara

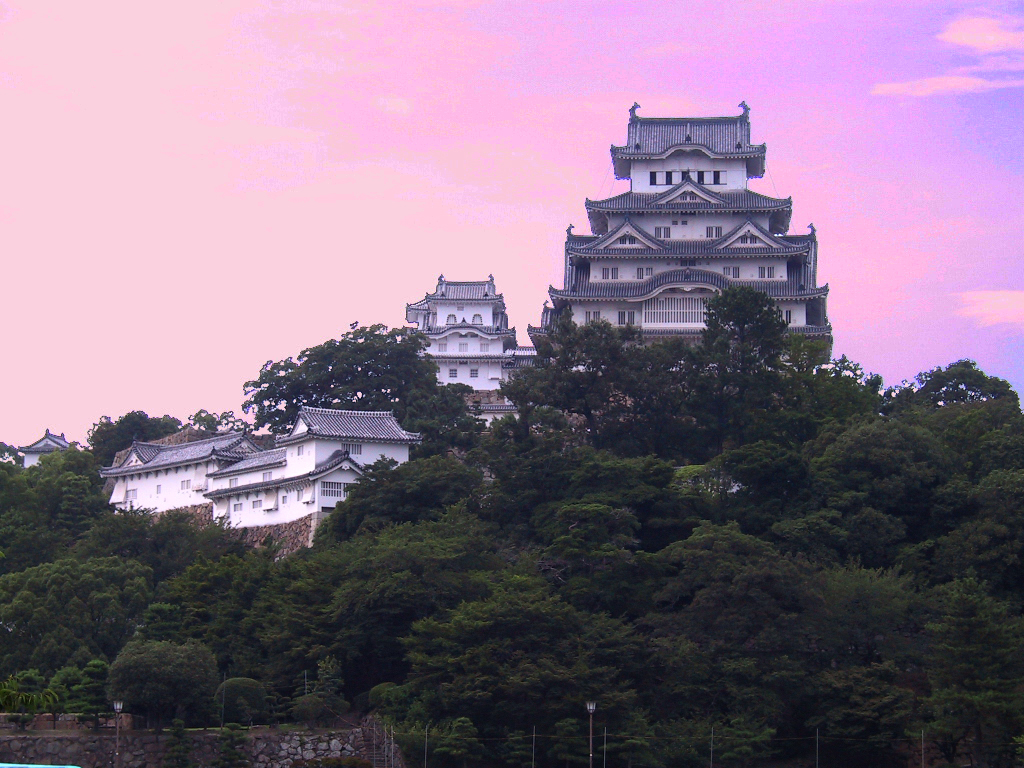
Hrad Himedži

Hrad byl navržen a postaven během Nanboku-čó (císařského schizmatu) v období Muromači. V té době byl nazýván Hrad Himejama. V roce 1346 Sadanori Akamacu naplánoval hrad na úpatí hory Himedži, kde Akamacu Norimura již předtím postavil chrám Šomjodži. Po válce Kakicu převzal kontrolu a plánování hradu krátce klan Jamana, ale během války Ónin se vrátil do rukou rodu Akamacu.
V roce 1580 Hidejoši Tojotomi převzal kontrolu nad hradem a Kuroda Jošitaka postavil třípatrovou věž.
Po bitvě u Sekigahary v roce 1601 Iejasu Tokugawa svěřil hrad Himedži do rukou Terumasy Ikedy. Ikeda během osmi let přestavěl hrad do přibližně dnešní podoby. Poslední větší přístavba, Západní nádvoří, byla dokončena roku 1618.
Himedži byl jedním z posledních útočišť tozama daimjó na konci období Edo. Byl držen potomky Sakaie Tadasuma až do reforem Meidži. V roce 1868 nová japonská vláda poslala Okajamskou armádu, pod velením jednoho z potomků Ikedy Terumasy, aby hrad ostřelovala slepými náboji a vytlačila obránce pryč z hradu.
Když byl v roce 1871 zrušen systém han, hrad Himedži byl prodán v aukci. Konečná cena byla 23 jenů a 50 senů. Ovšem náklady na rozebrání hradu se ukázaly být příliš vysoké, a tak byl tento záměr opuštěn.
Desátý pěchotní regiment obsadil hrad Himedži v roce 1874 a Ministerstvo války ho převzalo pod svou kontrolu roku 1879. Hlavní věž byla renovována v roce 1910 pomocí 90 000 jenů z veřejných fondů.
V roce 1945, koncem druhé světové války, byl Himedži bombardován. Ačkoli vedle stojící škola byla vypálena do základů, hrad přežil prakticky nepoškozen (až na několik drobných šrámů od výbuchů v sousedství).
Himedži byl použit při natáčení filmu Ran Akira Kurosawy v roce 1985 a rovněž část filmu Poslední samuraj (2003) se zde točila (za použití umělého sněhu). Hrad Himedži posloužil jako sídlo japonské tajné služby ve snímku o Jamesi Bondovi Žiješ jenom dvakrát (1967) s Seanem Connery v hlavní roli.